# 1880-те
80-те години на XIX век са десетилетие от григорианския календар, деветото десетилетие на XIX век, обхващащо периода от 1 януари 1880 до 31 декември 1889 година.